# Riesling
Riesling ist eine weiße Reb- und Weinsorte, die zu den hochwertigsten und kulturprägenden Gewächsen gezählt wird. Die besten Rieslinge werden in klimatisch kühleren Weinbaugebieten erzeugt. Verbreitet ist die Sorte in Deutschland, aber auch in zahlreichen anderen Weinbauländern und wird besonders in Spitzenlagen angebaut. Riesling-Weine genießen hohes Ansehen auf internationalen Märkten. In nördlichen Anbaugebieten (Deutschland, Elsass) wird die Sorte oftmals an steilen Hängen angebaut.
Riesling wird in Deutschland nachweislich seit mehr als 600 Jahren kultiviert.

## Abstammung und Geschichte
Riesling ist eine natürliche Kreuzung aus Heunisch × Vitis vinifera subsp. sylvestris und Traminer-Klon und wurde vermutlich aus Wildrebenbeständen am Oberrhein ausgelesen.
Die Abstammung des Rieslings stellt Ferdinand Regner von der Höheren Bundeslehranstalt für Wein- und Obstbau in Klosterneuburg in seinen Untersuchungen folgendermaßen dar: „Unsere genetischen Analysen lassen beim Riesling drei genetische Phänomene erkennen, die zur heutigen Rebsorte geführt haben. Der vermutlich letzte Schritt war die Einkreuzung der Rebsorte Heunisch und hat dem Riesling Einiges an Beständigkeit, Vitalität und möglicherweise sein Säurepotential gebracht. Zuvor war es eine Rebe, die eine Kombination aus Traminer mit einer autochthonen Rebe vom Rhein darstellte. Die Traminereinkreuzung könnte spontan erfolgt sein und stellte wahrscheinlich eine qualitative Verbesserung dar. Den Traminer haben vermutlich die Römer an den Rhein gebracht. Die ursprüngliche Rebe bringt vor allem die Frosthärte und Kleinbeerigkeit mit. Diese Rebe war vermutlich schon von den Germanen in Besitz genommen und könnte auf Grund der Nähe des Rieslings zu den Wildreben aus diesen ausgelesen worden sein. Die örtliche Herkunft vom Rhein dürfte unbestritten sein.“
Neben dem Weißen Riesling gibt es auch einen Roten Riesling. Dieser hat gegenüber dem Weißen Riesling nur rote Beeren, die einen Weißwein ergeben. Schwarzriesling und der Blaue Riesling sind nicht verwandt mit dem Weißen Riesling. Letztere Sorte findet sich nur in Sortimenten von Rebzuchtanstalten und hat keine wirtschaftliche Bedeutung.
Vom Rheintal aus verbreitete sich der Riesling am Ende des Mittelalters in die meisten deutschen Anbaugebiete. Die erste schriftliche Erwähnung von Riesling-Reben stammt aus dem Jahr einer Rüsselsheimer Rechnung des Kellers Klaus Kleinfisch an seinen Herrn Graf Johann IV. von Katzenelnbogen vom 13. März 1435: Für einen neuen Weinberg wurden für 22 Schilling Setzreben einer neuen Weißweinsorte, eben des Rieslings, gekauft. Die vorletzte Zeile lautet: Item 22 ß umb seczreben rüßlingen in die wingarten (Urkunde Marburg Staatsarchiv). Weinanbau hatte in Rüsselsheim am Main bereits eine lange Tradition. Die früheste Erwähnung von Weingärten in der Rüsselsheimer Gemarkung ist in einer Rechnung aus dem Jahr 1401 von Zwingenberg und Auerbach enthalten – wie lange vor diesem Datum in Rüsselsheim schon Wein angebaut wurde, ist nicht bekannt. Eine etwaige ältere Quelle aus Worms von 1402, die teilweise noch heute in Publikationen zu finden ist, existiert nicht und basiert auf einem Irrtum der 1960er Jahre.
Weitere Erwähnungen des Namens Riesling folgen in Bingen (1463), an der Mosel (1464/1465) und 1552 im lateinischen Kreuterbuch des pfälzischen Botanikers Hieronymus Bock. Wegen seiner geringen Erträge und der späten Reife konnte der Riesling sich aber nur langsam durchsetzen.
Neben der sprachwissenschaftlichen Namensentwicklung von Rüssling zu Riesling gibt es auch Ansätze aus der Ampelographie zur Namensherkunft. Neben der erst im 20. Jh. erwähnten Erklärung des „Verrieselns“ existieren noch die Namen Röselholz/Rösling und Raisin/Rosinenholz/Rüssling, die unterschiedliche Erklärungsansätze liefern.

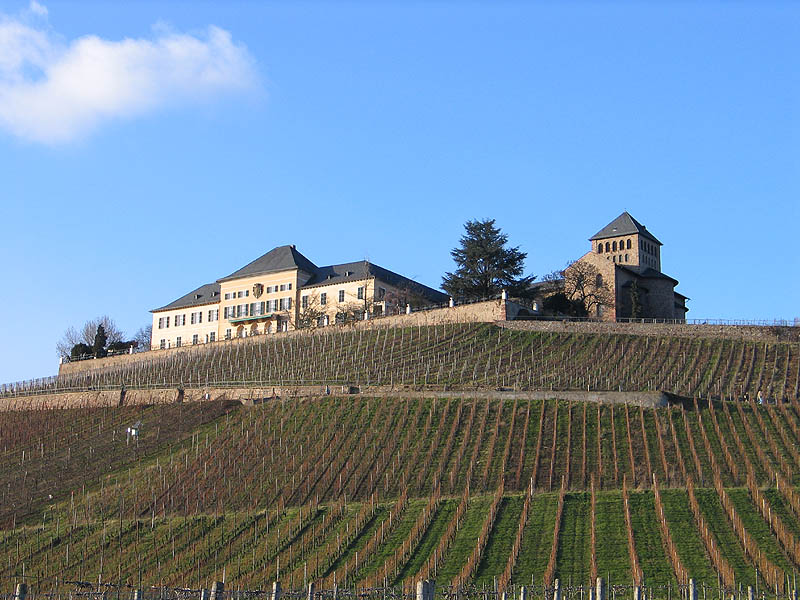
Schloss Johannisberg

Bei der Neubestockung der Rheingauer Weinberge von Schloss Johannisberg im 18. Jahrhundert unter der Ägide der Fuldaer Erzbischöfe wurde fast ausschließlich auf den Riesling gesetzt. Im Jahre 1787 verfügte der Trierer Kurfürst Clemens Wenzeslaus von Sachsen, dass in seinem Herrschaftsbereich nur noch Riesling zu kultivieren sei. Das hatte schließlich zur Folge, dass die Mosel das größte zusammenhängende Rieslinganbaugebiet der Welt wurde.
Staatliche Anbauempfehlungen im 17. Jahrhundert, das Streben nach höherer Qualität und hohe Weinpreise führten ab dem Ende des 19. Jahrhunderts zu einer starken Zunahme. Um die Wende vom 19. zum 20. Jahrhundert waren deutsche Rieslingweine ebenso hoch (bzw. teils höher) eingeschätzt wie die großen Rotweine Frankreichs und erzielten ähnliche Preise.

## Ampelographische Sortenmerkmale

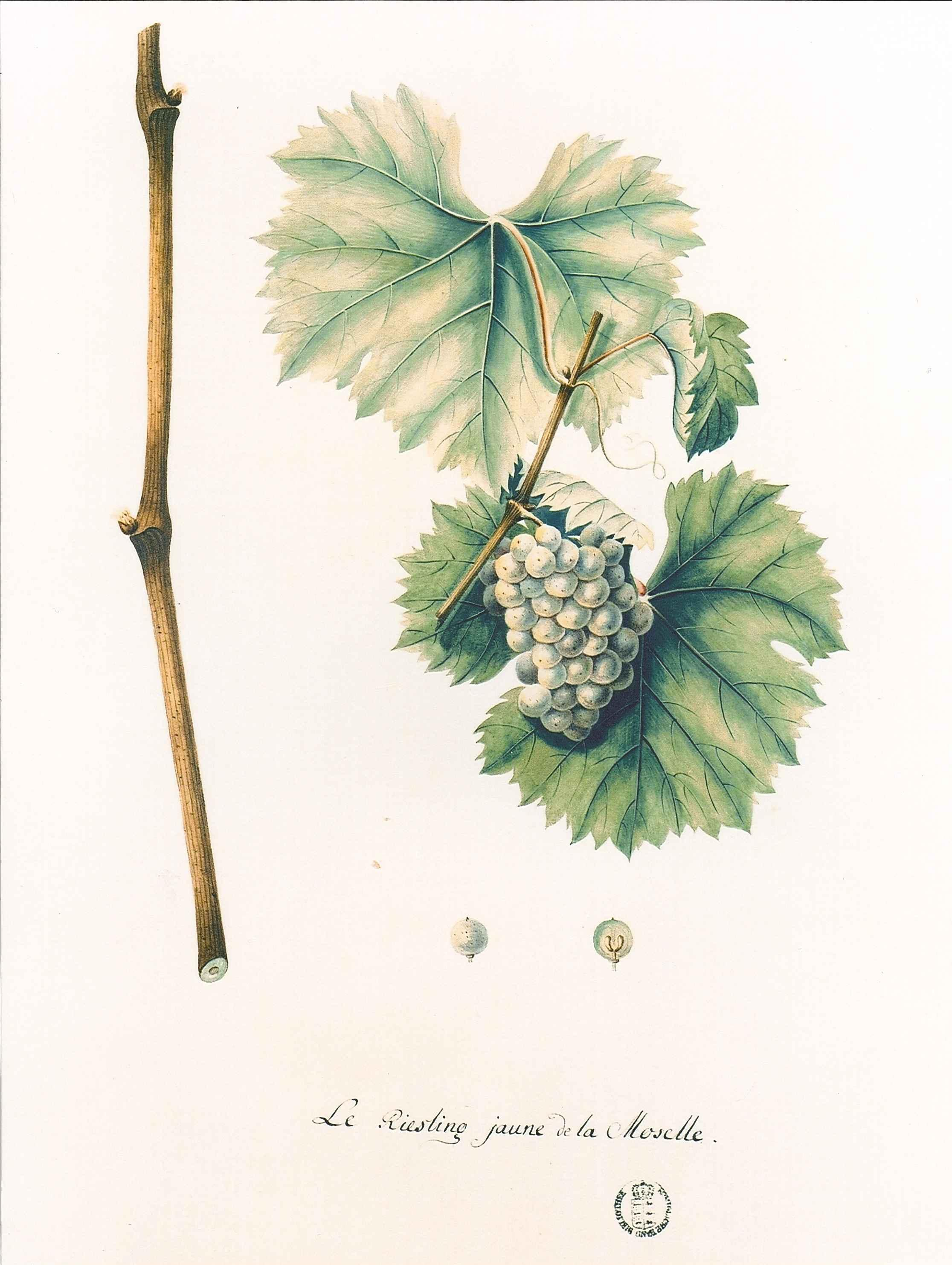
Le Riesling jaune de la Moselle, Zeichnung aus dem frühen 19. Jahrhundert

- Die Triebspitze ist gelblich grün und stark weißlich behaart mit leicht rötlichem Anflug. Die gelblichen, leicht bronzefarbenen Jungblätter sind schwach behaart.
- Die mittelgroßen Blätter sind rundlich, meist fünflappig und nur wenig gebuchtet. Die Stielbucht ist geschlossen oder überlappt. Das Blatt ist stumpf, mittelgroß gezähnt. Die Blattoberfläche ist blasig derb.
- Die zylinderförmige Traube ist klein und dichtbeerig. Der Traubenstiel ist kurz und vergleichsweise holzig. Die rundlichen Beeren sind klein und von gelb-grünlicher Farbe. Bei ausreichender Besonnung und Reife wechselt die Farbe auch ins Gelb-Braune und die Beeren sind dann schwarz gepunktet. Die Schale der Beere ist dick. Das Aroma der Beere ist fein und verfügt über ein leicht aromatisches Bukett.
- Wuchs: kräftig
- Reife: spät

## Ertrag
mittelhoch, ca. 60–110 hl/ha

## Ansprüche
Lage: Der Riesling stellt in nördlich gelegenen Anbaugebieten hohe Anforderungen an die Lage, da er sehr spät reift. Optimale Bedingungen bieten die wärmespeichernden steinigen Steillagen in südwestlicher bis südöstlicher Ausrichtung entlang der Flusstäler, wie sie etwa am Rhein, Ahr, Mosel, Saar, Ruwer, Nahe, Lahn, Main, Elbe und in Österreich in der Wachau sowie in den Höhentälern Südtirols in Italien gegeben sind.
Boden: Skelettreiche, leichte bis mittelschwere Böden sind am besten geeignet, wie zum Beispiel Rankerböden (als Urgesteinsböden bezeichnet). Schwere, nasskalte Böden sind nicht geeignet. Tiefgründige, fruchtbare Böden in Flachlagen bringen zwar vollmundige Weine, die aber nicht typische und mineralische Rieslingweine hervorbringen.

## Vor- und Nachteile

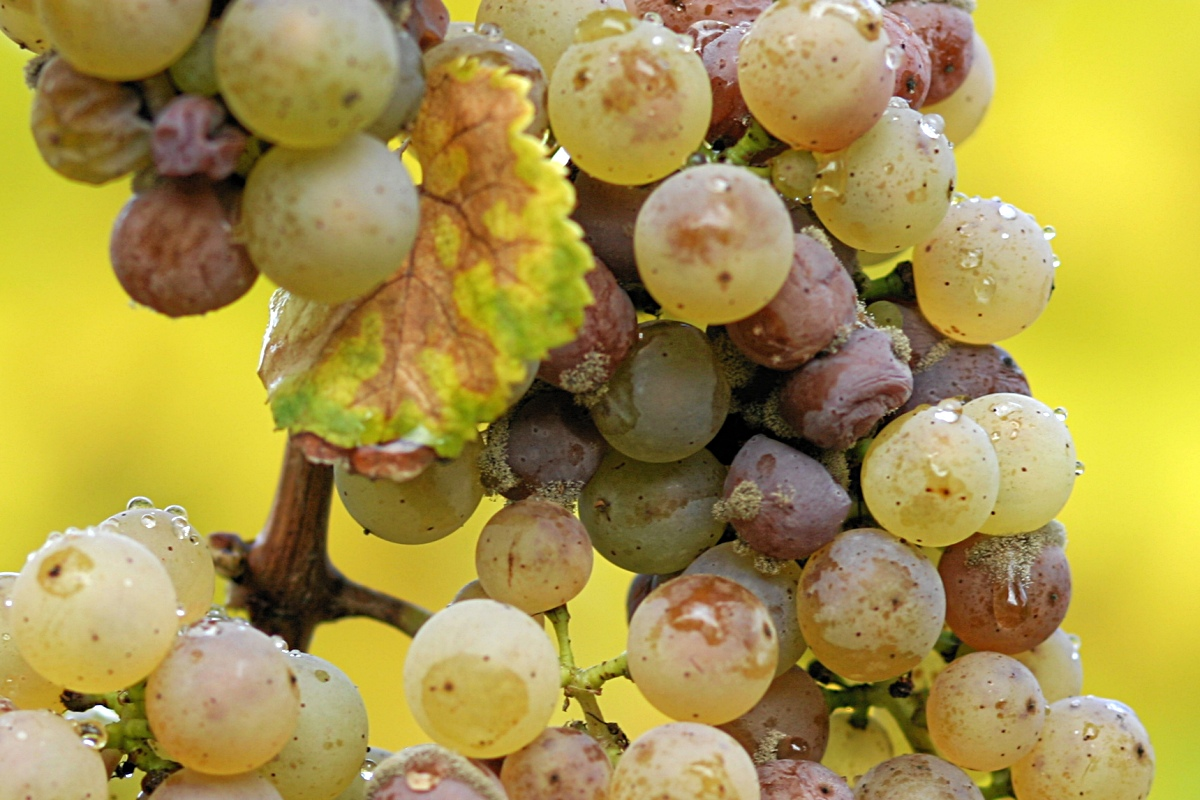
Grauschimmelfäule als Edelfäule auf Riesling-Weinbeeren

### Vorteile
- Riesling hat eine gute Winterfrostwiderstandsfähigkeit. In Jahren mit sehr guter Holzreife verträgt der Riesling Winterfröste von −20 bis −25 °C.
- Durch späten Austrieb ist die Sorte wenig spätfrostgefährdet.
- Rieslingweine besitzen eine große Qualitätsspanne.
- Die Sorte hat eine geringe Trockenheitsempfindlichkeit.[8]

### Nachteile
- Riesling stellt sehr hohe Ansprüche an die Lage.
- Die Sorte reift spät.
- Sie ist für Stiellähme anfällig.
- Sie ist für Stielfäule und Beerenfäule anfällig.
- Die Beeren sind empfindlich gegen Hitze. Die Sorte verursacht Sonnenbrandschäden an den Beeren. Wegen der Klimaerwärmung wird deshalb in einigen traditionellen Anbaugebieten, insbesondere der Weinbauzone B, der Riesling-Anbau sukzessive aufgegeben.[9]

## Eigenschaften
Der Wein wird als rassig, lebendig, frisch-elegant, stahlig und mineralisch beschrieben. Kennzeichnend ist eine pikante, fruchtige Säure. Fruchtaromen nach Steinobst (Marille) und exotischen Früchten bestimmen den Charakter des Weines. Die Farbe des Weins kann von Blassgelb mit Grünstich bis Goldgelb reichen. Erst nach längerem Weinausbau wird die volle Reife des Weines erreicht. Jungweine können noch säurebetont und unharmonisch im Geschmack erscheinen. Der Riesling besitzt die Fähigkeit, den Charakter der jeweiligen Lage besonders gut zum Ausdruck zu bringen. Aufgrund des relativ hohen Säuregehalts besitzen Rieslingweine eine gute Lagerfähigkeit (5–10 Jahre). Altersgereifte Weine weisen zudem häufig eine sogenannte „Petrolnote“ auf. Mit Riesling können auch hochwertige süße Weine erzeugt werden. Entweder als Eiswein geerntet, oder die Konzentration erfolgt über die Edelfäule, die durch die Grauschimmelfäule (Botrytis cinerea) hervorgerufen wird. Rieslingwein eignet sich außerdem zur Herstellung von Schaumwein.

## Verbreitung
Im Jahre 2016 betrug die globale Anbaufläche von Riesling 59.805 ha. Deutschland hat den größten Flächenanteil. Die zehn Länder mit der größten Anbaufläche haben zusammen 81,5 % der gesamten Rebflächen für Riesling.
| Land                | Fläche in ha |
| Deutschland         | 21.540       |
| Rumänien            | 6.121        |
| Vereinigte Staaten  | 4.952        |
| Frankreich          | 4.025        |
| Australien          | 3.114        |
| Russland            | 2.232        |
| Österreich          | 2.016        |
| Moldau              | 1.701        |
| Volksrepublik China | 1.600        |
| Italien             | 1.461        |

### Deutschland

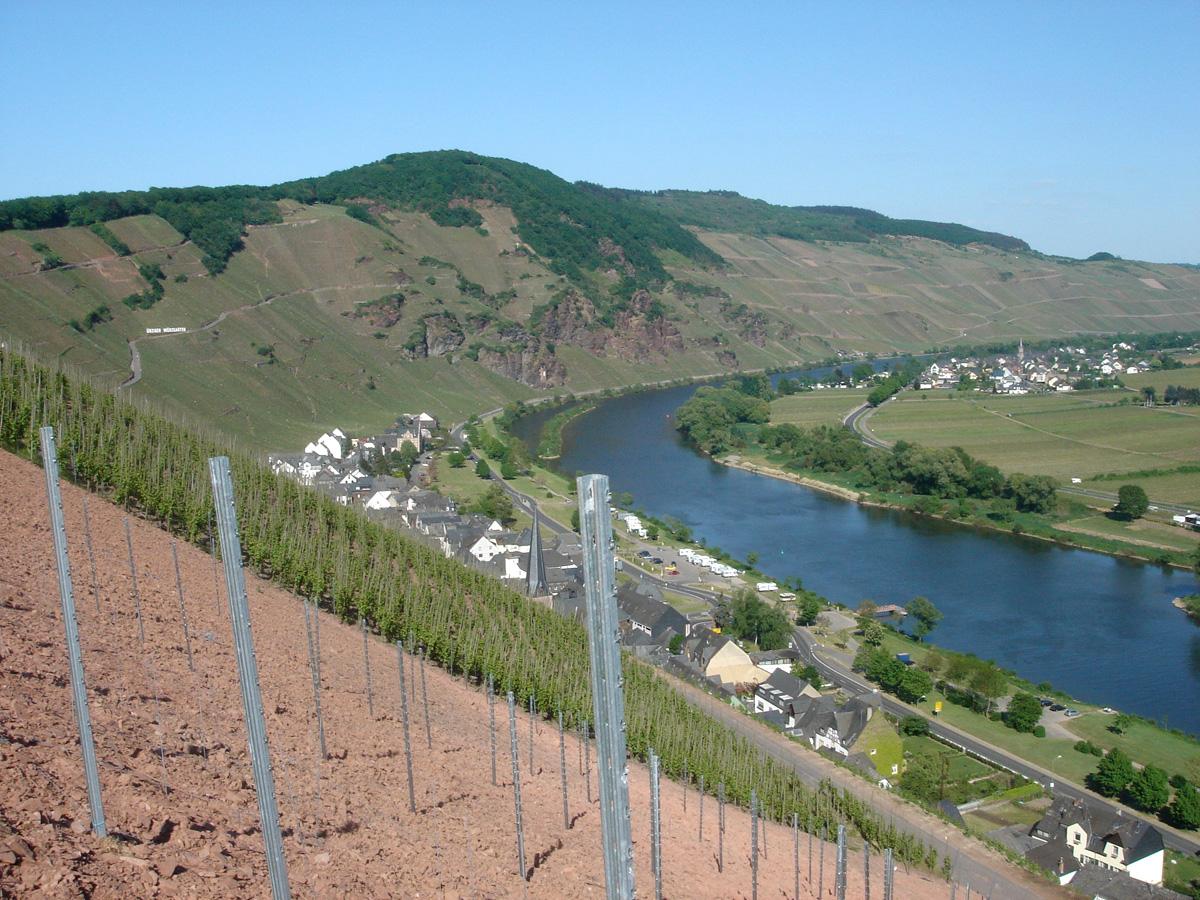
Weinberge der Mosel in der Nähe von Ürzig

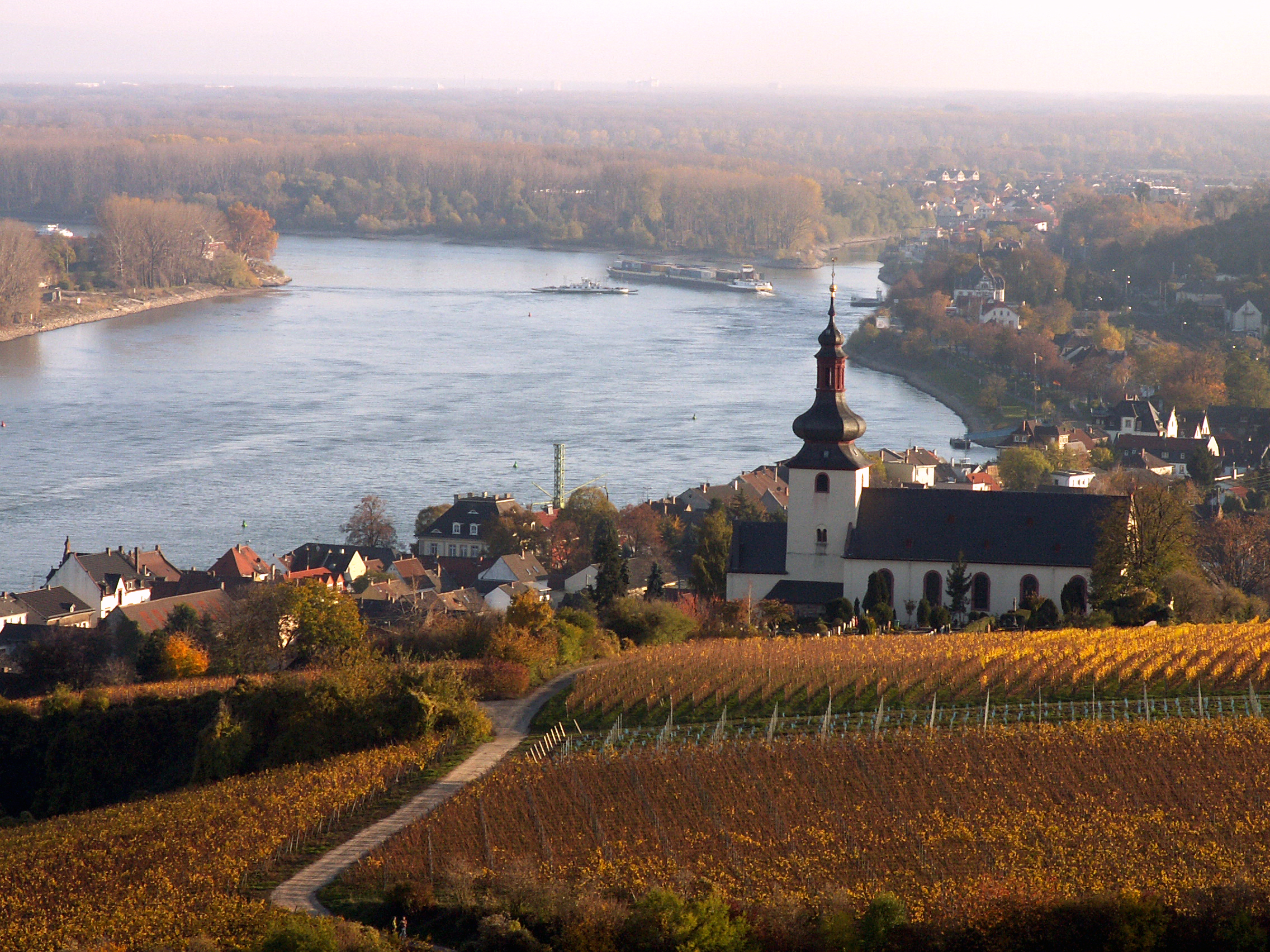
Der „Rote Hang“ in Nierstein

In Deutschland wurden 2019 insgesamt etwa 103.000 ha Rebanbaufläche kultiviert. Riesling ist mit 24.049 ha Anbaufläche (2019) die am weitesten verbreitete Rebsorte. Sie nimmt über 23 % der Rebfläche ein und wird in allen deutschen Weinbaugebieten kultiviert. Die größten Riesling-Anteile hat der Rheingau, die größte Riesling-Fläche hat die Pfalz.
| Anbaugebiet       | Fläche ha | Anteil % |
| Deutschland       | 24.049    | 23,3     |
| Baden-Württemberg | 3.127     | 13,0     |
| Baden             | 998       | 6,4      |
| Württemberg       | 2.125     | 18,5     |
| Bayern, Franken   | 337       | 5,5      |
| Hessen, Rheingau  | 2.475     | 78,0     |
| Rheinland-Pfalz   | 17.777    | 26,6     |
| Ahr               | 46        | 8,2      |
| Mittelrhein       | 304       | 65,5     |
| Mosel             | 5.435     | 62,0     |
| Nahe              | 1.227     | 28,8     |
| Rheinhessen       | 4.855     | 17,7     |
| Pfalz             | 5.895     | 24,9     |

Die meisten deutschen Spitzenlagen sind mit Riesling bestockt. Bekannte deutsche Riesling-Lagen sind
| - Appenheimer Hundertgulden - Bernkasteler Doctor - Bopparder Hamm - Brauneberger Juffer-Sonnenuhr - Bremmer Calmont - Forster Kirchenstück - Forster Ungeheuer | - Hattenheimer Pfaffenberg - Maximin Grünhäuser Abtsberg - Schloss Johannisberg - Monzinger Frühlingsplätzchen - Piesporter Goldtröpfchen - Rauenthaler Baiken - Rüdesheimer Berg | - Steinberg bei Kloster Eberbach - Ürziger Würzgarten - Wehlener Sonnenuhr - Wiltinger Scharzhofberg - Winninger Uhlen - Würzburger Stein - Zeltinger Sonnenuhr |

### Österreich

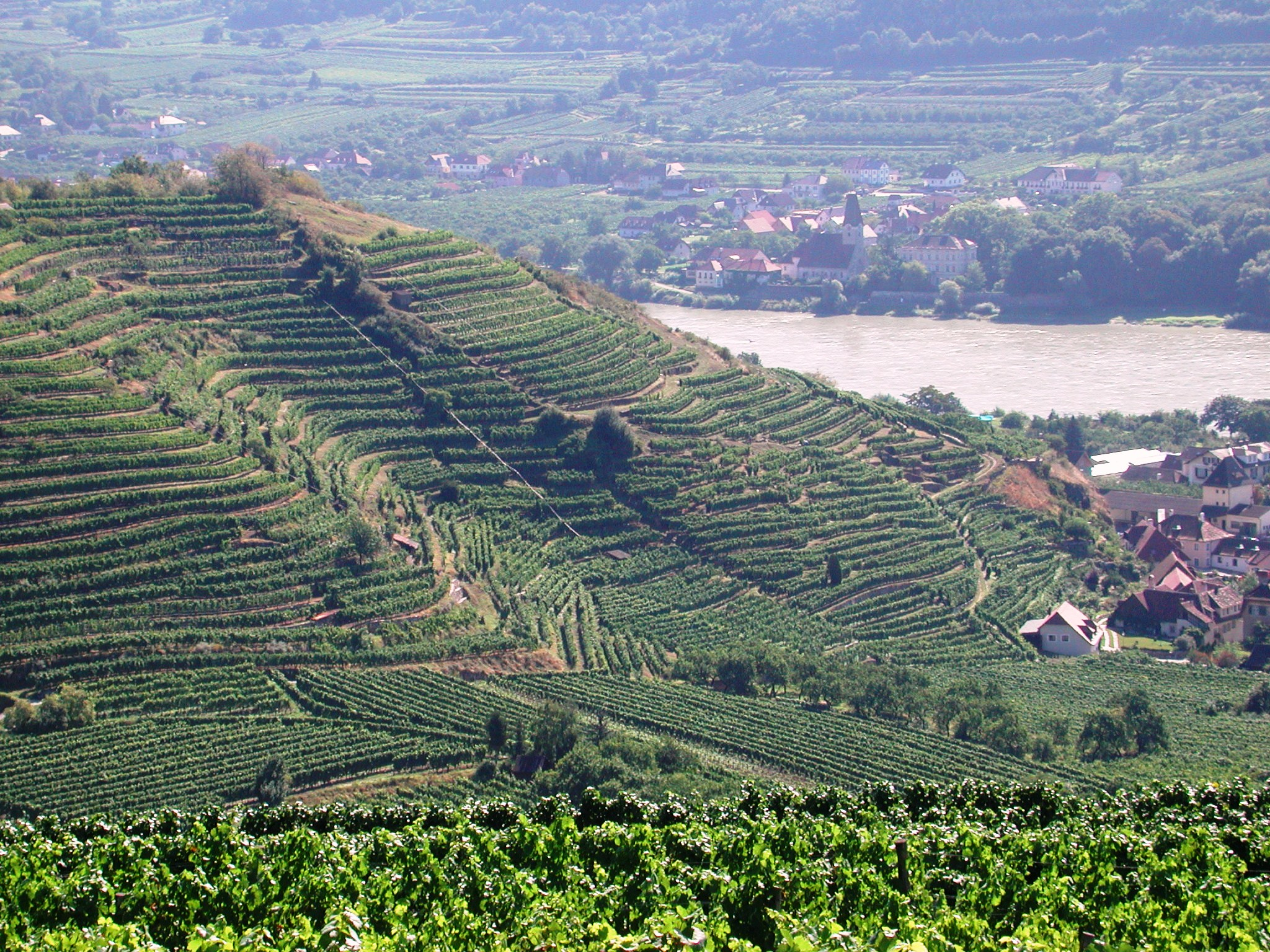
Top-Rieslinglage Singerriedel in Spitz an der Donau/Wachau

In Österreich wird der Riesling in mehreren Anbaugebieten auf einer Fläche von 2015 ha (6,6 % von den Weißweinsorten, Stand 2015) kultiviert. In Abgrenzung zum populären Welschriesling wird der Riesling in Österreich auch als Rheinriesling bezeichnet. Unter den Anbaugebieten ist die Wachau das bekannteste. Die steilen Steinterrassen am Nordufer der Donau und im Spitzer Graben tragen durch ihre Fähigkeit, Wärme zu speichern, dazu bei, Spitzenweine mit ausgewogener Säure und fruchtigem Geschmack zu erzeugen.
Die bekanntesten Riesling-Lagen von Österreich sind:
| Wachau - Dürnstein: Kellerberg, Höhereck, Hollerin - Loiben: Loibenberg, Schütt, Steinertal, Kreutles - Spitz: Tausendeimerberg, Singerriedel, Setzberg, Bruck - Weißenkirchen: Achleiten, Klaus, Frauengärten - Mautern: Süssenberg Kremstal - Senftenberg: Pellingen, Ehrenfels - Krems an der Donau: Kögl, Wachtberg, Pfaffenberg, Kremsleithen, | Kamptal - Zöbinger Heiligenstein - Gaisberg Traisental - Berg Wien - Nußberg - Bisamberg |

### Frankreich

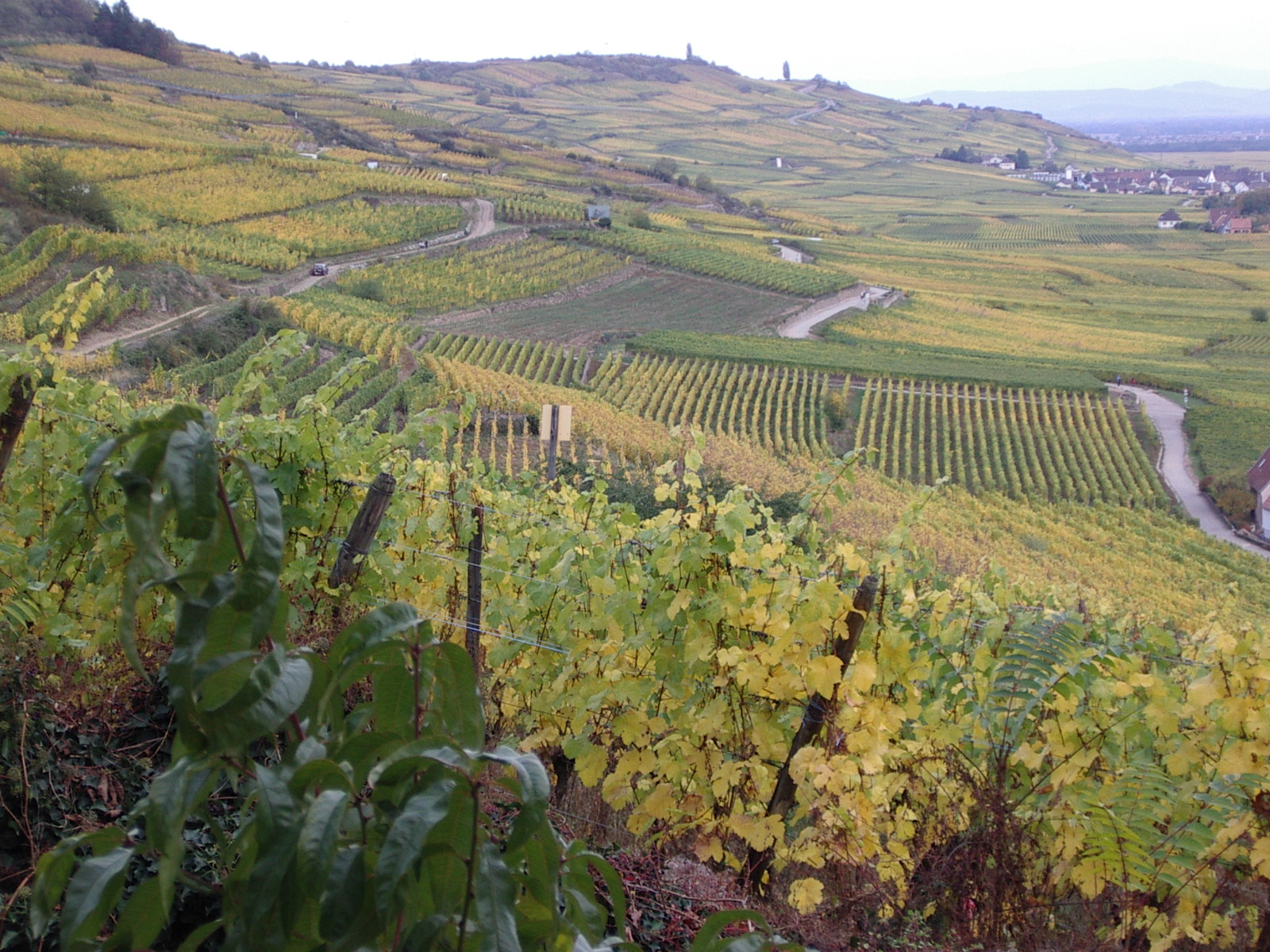
Weinberg im Elsass oberhalb von Kaysersberg

In Frankreich ist der Riesling ausschließlich im Elsass zur Erzeugung von Qualitätsweinen zugelassen. Die Anbaufläche beträgt dort 3444 ha (Quelle FranceAgriMer Stand 2019.). Für das Elsass charakteristisch sind trockene Weine mit verlockendem Duft und kräftigem Alkoholgehalt (häufig 12 % oder mehr). Im trockenen elsässer Klima besteht nur sehr wenig Fäulnisgefahr, und es sind ausgedehnte Reifeperioden möglich, die dann zu Vendanges Tardives oder den noch süßeren Sélections de Grains Nobles führen können. Der Riesling ist ebenfalls Bestandteil der zugelassenen Rebsorten der Appellation Alsace Grand Cru.

### Luxemburg
In Luxemburg sind mit 159,1 ha (Stand 2008) etwa zwölf Prozent der 1300 ha Gesamtfläche mit Riesling bestockt. Er erbringt trockene, dank Chaptalisation recht körperreiche Weine, die dem elsässer Stil näher sind als dem der benachbarten Mosel.

### Australien
Die bestockte Rebfläche wird auf ca. 4432 ha geschätzt (Stand 2007).
Der erste Riesling Australiens wurde vermutlich von William Macarthur 1838 in der Nähe von Penrith in New South Wales angepflanzt. Bis 1992 blieb er die meistangebaute weiße Rebsorte des Landes. In Australien wird der Wein auch als Rhine Riesling bezeichnet. Bis vor wenigen Jahren wurden dort jedoch nahezu alle fruchtigen Weißweine Riesling genannt. So bezeichnete man mit Hunter River Riesling die Sémillon-Traube. Aufgrund des warmen Klimas leidet der Riesling in Australien unter Identitätsproblemen; bisher kann man noch nicht flächendeckend gute Qualitätsweine erhalten. Schwerpunkte des Anbaus sind das Clare Valley bei Watervale, Eden Valley und die Adelaide Hills, die allesamt in Südaustralien in der Nähe von Adelaide liegen.

### Neuseeland
Neuseeland ist ein Weinerzeugerland mit kühlem Klima. Dies trifft insbesondere auf die Südinsel zu. Insbesondere das Anbaugebiet Marlborough sowie das Gebiet um die Stadt Nelson bringen Rieslinge mit exzellenter Säure und von großer Delikatesse hervor. Da die Geschichte qualitativ hochwertiger Rieslingweine in Neuseeland noch sehr kurz ist (sie begann Ende der 1980er Jahre), verspricht die Zukunft noch vieles. Im Jahr 2008 lag die bestockte Rebfläche bei noch steigender Tendenz bei 917 ha. Im Jahr 2007 lag die Rebfläche noch bei 868 ha.

### Republik Moldau
Die bestockte Fläche an Riesling beträgt 1343 ha (2015). Riesling wird sortenrein oder zu Schaumwein weiterverarbeitet.

### USA
Riesling wird mehr und mehr in den USA angebaut. Winzer im Staat New York produzieren Rieslingweine in der Fingerlake-Region (Niagarafälle und Buffalo), und an der Westküste gibt es Anbaugebiete in Kalifornien und Oregon.

## Neuzüchtungen
Der Riesling wurde häufig für Neuzüchtungen verwendet. Bei folgenden Sorten hat er als Vater- oder Muttersorte Pate gestanden:
Als Muttersorte diente Riesling bei der Kreuzung der Rebsorten Alb de Yaloven, Arnsburger, Augustriesling, Beutelriesling, Bouquetriesling, Dalkauer, Donauriesling, Edelmuskat, Ehrenfelser, Feinriesling, Floricica, Frühriesling, Johanniter, Kocsis Zsuzsa, Manzoni Bianco, Marienriesling, Müller-Thurgau, Multaner, Muscat de la Republique, Oraniensteiner, Osiris, Osteiner, Quanyu B, Rabaner, Rieslaner, Rieslina, Riesling Magaracha, Romeo.
Als Vatersorte diente Riesling bei der Kreuzung der Rebsorten Aris, Arnsburger, Aurelius, Dona Emilia, Dr. Deckerrebe, Elbriesling, Kamchia, Kerner, Lafayette, Misket Varnenski, Negritienok, President Carnot, Rabaner, Rieslaner, Riesling Bulgarski, Ruling, Scheurebe, Thurling, Witberger.
In komplexeren Züchtungen diente er als Kreuzungspartner von Albalonga, Bacchus, Breidecker, Goldriesling, Grando, Königsast, Merzling, Perlriesling, Primera, Quanyu B, Rotberger, Ruling.
Einige Züchtungen wie Müller-Thurgau, Kerner und Scheurebe haben größere Bedeutung erlangt.

## Synonyme
Belo Vodno, Beregi Riesling, Beyaz Riesling, Bialo Vodno, Biela Disuca Grasiva, Biela Grasevina, Biela Grasevina Bey Pecke, Bukettriesling, Dinca Grasiva Biela, Edelriesling, Edle Gewuerztraube, Feher Rajnai, Feher Rajnai Rizling, Gelber Riesling, Gentil Aromatique, Gentile Aromatique, Gentile Aromatique Petracine, German Riesling, Gewuerzriesling, Gewuerztraube, Graefenberger, Graschevina, Graschewina, Graševina, Graševina rajnska, Grauer Riesling, Grobriesling, Grosser Riesling, Hochheimer, Johanisberger, Johannisberg, Johannisberg Riesling, Johannisberger, Johannisberger Gontil Aromatique, Johannisberger Weisser, Johannisberger White, Jonanisberger Riesling, Karbacher, Karbacher Riesling, Kastellberger, Kis Rizling, Kleigelberger, Kleiner Riesling, Kleinriesler, Kleinriesling, Klingelberger, Klingenberger, Klingerberger, Krauses, Krausses Roessling, Lipka, Moselriesling, Nieberlander, Niederlaender, Oberkircher, Oberlaender, Petit Rhin, Petit Riesling, Petracine, Pfaelzer, Pfefferl, Pfoelzer, Piros Rajnai Rizling, Plinia Rhenana, Plinia Submoschata, Pussilla, Raisin Du Rhin, Rajinski Rizling, Rajnai Rizlin, Rajnai Rizling, Rajnai Rizling Gm 239-20, Rajnski Rizling, Rajnski Ruzling, Rano, Rauschling Blanc, Reichsriesling, Reissler, Remo, Rendu, Reno, Renski Rizling, Reuschling, Rey Rislinqi, Reyn Rislinqi, Reyn's Risling, Reynai, Rezlik, Rezlin, Rezling, Rezlink, Rhein Riesling, Rheingauer, Rheinriesling, Rhine Riesling, Riesler, Riesling, Riesling Bianco, Riesling Blanc, Riesling Blanc Sans Pepins, Riesling de Rhin, Riesling Echter Weisser, Riesling Edler, Riesling Giallo, Riesling Grau, Riesling Grosso, Riesling Gruener Mosel, Riesling im Elsass, Riesling Mosel, Riesling Reinskii, Riesling Renano, Riesling Renano Bianco, Riesling Rhenan, Riesling Rhine, Riesling Rothstieliger, Riesling Weisser, Riesling White, Rieslinger, Rieslingtraube, Rislinenok, Risling, Risling Reinskii, Risling Rejnski, Risling Renano, Rislinock, Rislinok, Rislinq, Rizling Linner, Rizling Rajinski, Rizling Rajnai, Rizling rajnski, Rizling rajnski bijeli, Rizling Rejnskij, Rizling Rynsky, Roesling, Roessling, Roesslinger, Rohac, Rossling, Rosslinger, Ruessel, Ruessling, Russel, Ryn-Riesling, Rynse Druie, Rynsky Ryzlink, Ryzlink Rynsky, Schloss Johannisberg, Starosvetske, Starovetski, Szuerke Rizling, Uva Pussila, Vitis Rhenensis, Weiser Riesler, Weisser Kleiner Riesling, Weisser Riesling, White Riesling.